# Thomas Newcomen
Thomas Newcomen (Dartmouth, 28 de fevereiro de 1664[carece de fontes?] - 5 de agosto de 1729) nasceu em Dartmouth, uma cidadezinha no litoral norte do Reino Unido, no dia 24 de fevereiro de 1664, em uma família de comerciantes. Foi batizado na igreja de São Salvador. Não se sabe muito sobre a vida de Newcomen, sabe-se que desde pequeno gostava de desmontar e montar as coisas novamente, o que o levou a abrir sua oficina de concerto. Aproximadamente aos 30 anos tornou-se um pregador leigo e ancião em uma igreja batista local. Já em 1710, aos 47 anos, tornou-se um pastor batista de um grupo de batistas em sua cidade. Pelo fato de ser pastor, tinha alguns contatos em Londres. Um deles, Edward Wallin, lhe presentaria mais tarde ao Doutor John Gill de Horsleydown, Southwark. 

## Máquina atmosférica de Newcomen
Naquela época, havia um grande problema no meio da mineração, principalmente de carvão e estanho: as minas inundavam com frequência. Isso causava a paralisação dos trabalhos e prejuízo aos proprietários. Os bombeiros tinham bombas manuais, mas a profundidade era muito baixa, fazendo com que as bombas não conseguissem sugar mais que 5 metros de profundidade. Para este problema surgiram varias máquinas, porém muitas delas nunca saíram do laboratório. Thomas Savery tinha a melhor solução para o problema: uma máquina que usava a condensação do vapor de água para criar vácuo e o vácuo para puxar a água, porém a partir de 15 metros de profundidade, a pressão do vapor necessária para puxar a água era muito grande, o que tornava muito difícil a construção desta máquina.
Quando o arrumador de máquinas Thomas Newcomen soube da máquina construída por Savery, usou de seus contatos criados com a igreja batista e também o fato dos antepassados de Savery terem sido comerciantes da região de Dartmouth, e conseguiu ser contratado como serralheiro, para forjar o motor inventado por Savery.

Maquina atmosférica de Newcomen

Assim, Newcomen conseguiu uma autorização para copiar a máquina de Savery e trabalhar em uma possível melhora do projeto. Newcomen foi ajudado por John Calley, e em torno de 1712 desenvolveram o motor a vapor, porém os nome dos dois consta na patente da máquina atmosférica.
A invenção do Newcomen consistiu em  usar o vapor para impulsionar um êmbolo num cilindro, e depois para uma alavanca que propulsionava o veio da bomba que descia para a mina. Dessa forma conseguia tirar água a mais de 50 metros de profundidade ininterruptamente.
Em 1698 Newcomen instalou sua primeira máquina para drenar a água acumulada nas minas de carvão em Staffordshire, pois as minas ficavam inundadas. O motor de Newcomen foi usado por muitos anos e teve um grande uso nos distritos mineiros, particularmente na Cornualha, e também foi aplicado para drenar zonas pantanosas e para fornecer água às cidades. Em 1715 o ramo dos motores foi sendo levado pelo Comitê dos Proprietários das Invenções, que incluia Edward Wallin, um Batista de ascendência sueca, e pastor de uma igreja em Maze Pond, Southwark.
Posteriormente, em 1765, James Watt, mecânico escocês, aperfeiçoou o modelo de Newcomen. Este seu invento deflagrou a Revolução Industrial e serviu de base para a mecanização de toda a indústria. Em 1814 o inglês George Stephenson revolucionou os transportes com a invenção da locomotiva a vapor.
Hoje pode-se encontrar exemplares dos motores de Newcomen no Museu da Ciência, em Londres, Inglaterra e no Museu Ford , em Dearborn, Michigan - EUA, entre outros lugares.

## Morte
Newcomen morreu na casa de Wallin em de agosto de 1729, e foi sepultado em Bunhill Fields, um cemitério nos arredores de Londres (o local exato de seu túmulo é desconhecido). No ano da sua morte havia aproximadamente 100 máquinas na Inglaterra e em toda a Europa.